# Tianqi
Zhu Youjiao (Pequim, 23 de dezembro de 1605 — Pequim, 30 de setembro de 1627) foi o 16º imperador chinês da dinastia Ming com o nome de Tianqi, reinando de 1620 a 1627, sendo o filho mais velho do Imperador Taichang e irmão mais velho do Imperador Chongzhen, que o sucedeu. "Tianqi", o nome da época de seu reinado, significa "abertura celestial".

## Reinado
Zhu Youjiao tornou-se imperador chinês aos 15 anos de idade, após a morte de seu pai, o Imperador Taichang, que governou menos de um mês. Ele não prestou muita atenção aos assuntos do país e foi acusado de falhar em seus deveres filiais para com seu falecido pai ao não atender aos desejos deste último. É possível que Zhu Youjiao sofresse de alguma dificuldade de aprendizagem ou algo mais. Ele era analfabeto e não demonstrava interesse pelos estudos. No entanto, ele era um excelente carpinteiro e artesão, muitas vezes gastando muito tempo trabalhando em madeira e instruindo seus servos a venderem suas criações disfarçadas no mercado apenas para ver quanto valiam.
Como o Imperador chinês Tianqi ou também chamado de Zhu Youjiao, era incapaz de ler os memoriais da corte e desinteressado pelos assuntos de estado, o eunuco da corte Wei Zhongxian e a ama de leite do imperador, Madame Ke, tomaram o poder e controlaram a corte imperial Ming, com o Imperador Tianqi apenas como um governante fantoche. O Imperador Tianqi aparentemente dedicou seu tempo à carpintaria. Wei Zhongxian aproveitou a situação e começou a nomear pessoas em quem confiava para cargos importantes na corte imperial. Enquanto isso, Madame Ke procurou manter o poder removendo todas as outras mulheres do harém do imperador, trancando as concubinas do imperador e matando-as de fome. Acredita-se que ele possuía dois palácios privados; um para suas amantes e outro para seus amantes. 
Um grupo moralista confucionista, o Movimento Donglin, expressou angústia com as condições do governo. Em resposta, a corte imperial, sob o controle de Wei Zhongxian, ordenou secretamente a execução de vários funcionários associados ao Movimento Donglin. As condições de vida pioraram durante o reinado do Imperador Zhu Youjiao. A dinastia Ming também enfrentou várias revoltas populares.

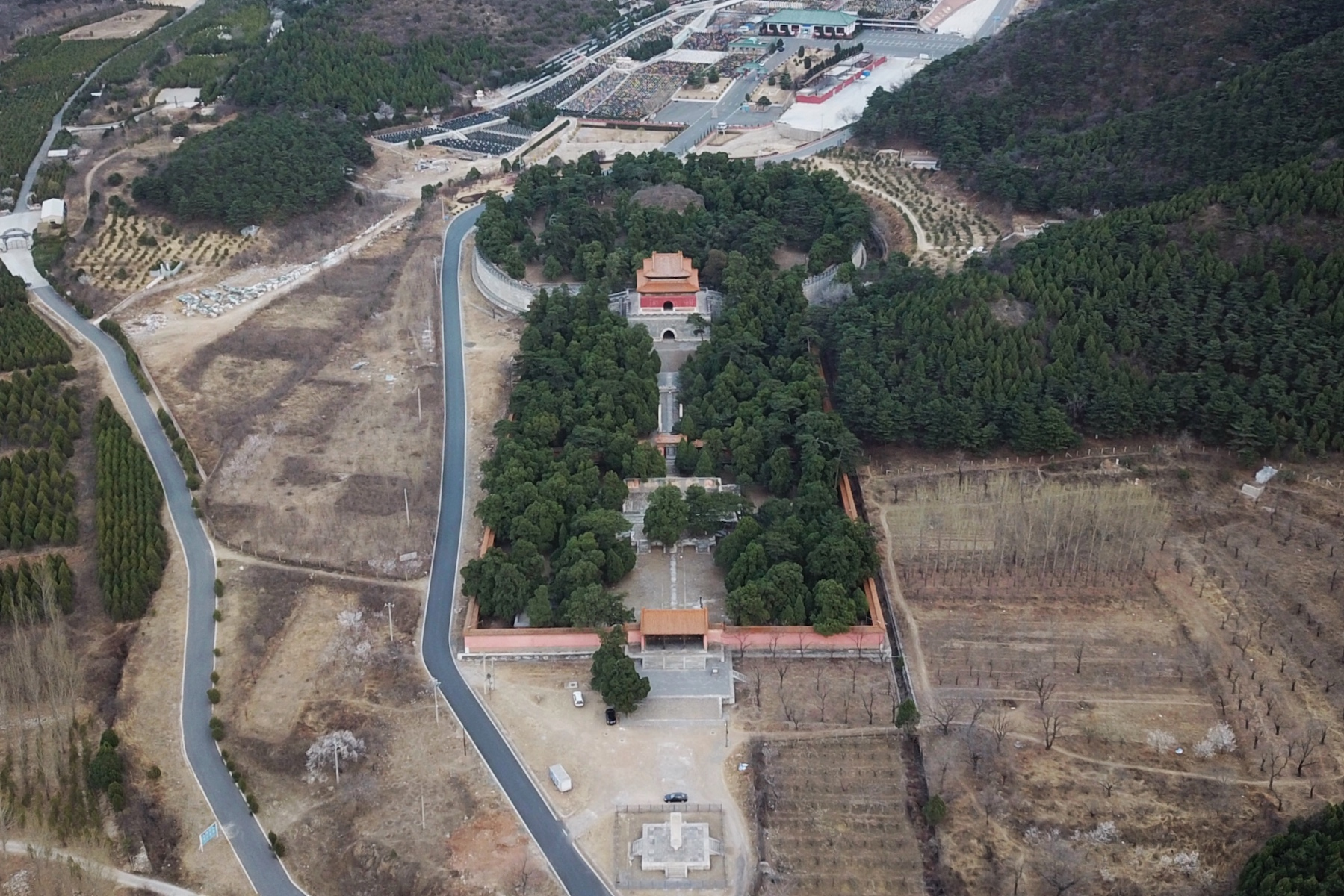
Tumba do Imperador Tianqi

## Morte e sucessão
O imperador Zhu Youjiao morreu sem herdeiros em 30 de setembro de 1627, devido à morte de seu único filho na explosão de Wanggongchang e foi sucedido por seu quinto e único irmão sobrevivente, Zhu Youjian, porque não tinha filhos para sucedê-lo. Zhu Youjian foi entronizado como Imperador Chongzhen . Como as duas filhas do imperador Tianqi também morreram cedo, parece que não sobraram herdeiros naturais do imperador.

## Casamentos e descedentes
Consortes e filhos:

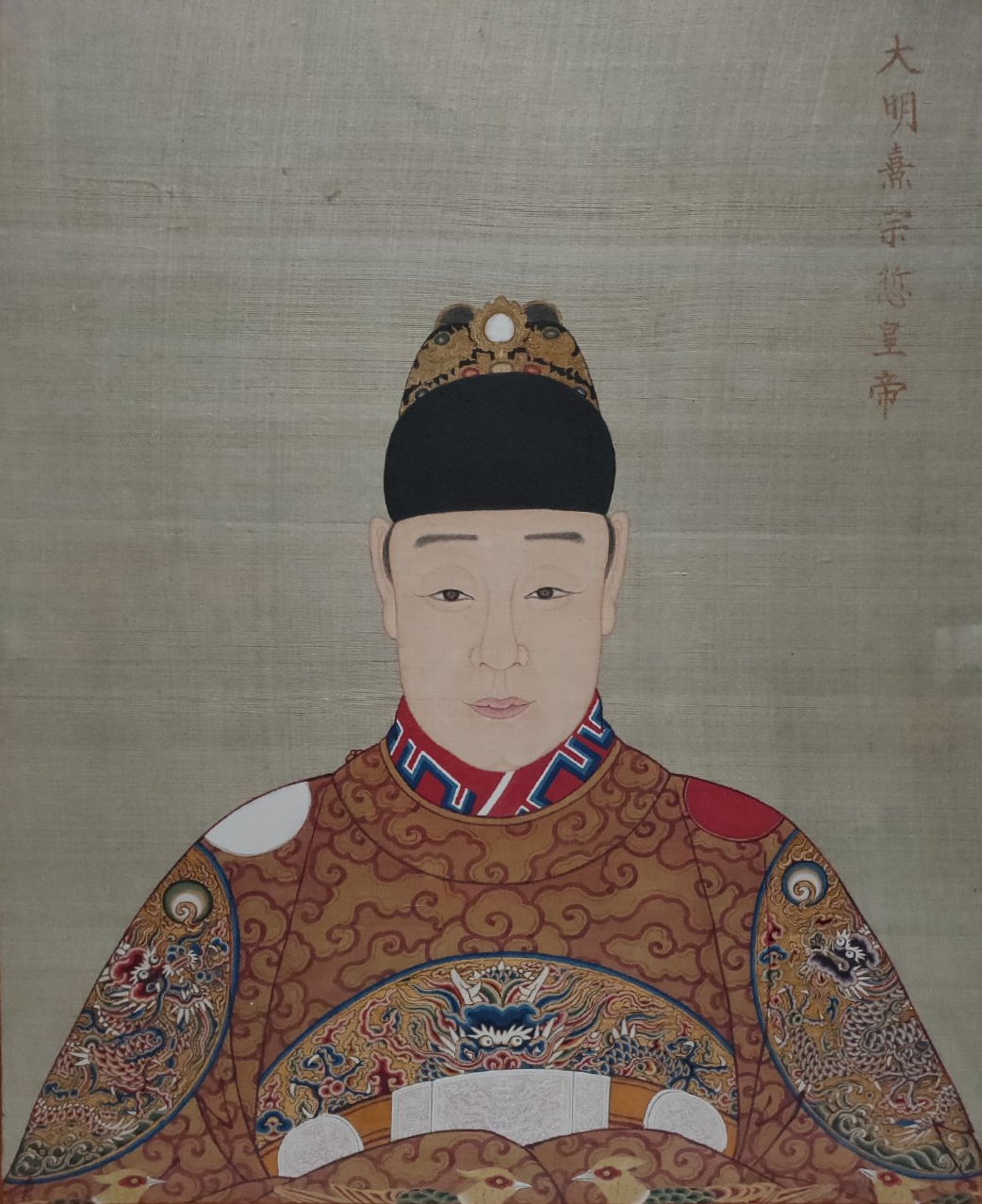
Retrato de Xizong, Imperador Zhe no Museu do Palácio

- Imperatriz Xiao'aizhe, do clã Zhang (孝哀悊皇后 張氏</link>; 1610–1644), nome pessoal Yan (嫣</link>)
  - Zhu Ciran, príncipe herdeiro Huaichong (懷衝皇太子 朱慈燃</link>; 4 de novembro de 1623), primeiro filho
- Consorte Hui, do clã Fan (慧妃 范氏</link>), mais tarde Nobre Consorte Imperial
  - Princesa Yongning (永寧公主</link>; 1622–1624), nome pessoal Shu'e (淑娥</link>), Primeira filha
  - Zhu Ciyu, Príncipe Herdeiro Daohuai (悼懷皇太子 朱慈焴</link>; 1623-1624), segundo filho
- Consorte Rong, do clã Ren (容妃 任氏</link>), mais tarde Nobre Consorte Imperial
  - Zhu Cijiong, príncipe herdeiro Xianhuai (獻懷皇太子 朱慈炅</link>; 31 de outubro de 1625 - 30 de maio de 1626), terceiro filho, morreu durante a explosão de Wanggongchang
- Consorte Gonghuichun, do clã Duan (恭惠純妃 段氏</link>; 10 de maio de 1607 – 3 de julho de 1629)
- Consorte Cheng, do clã Li (成妃 李氏</link>; 1605 – 21 de dezembro de 1637)
  - Princesa Huaining (懷寧公主</link>; 1624), nome pessoal Shumo (淑嫫</link>), segunda filha
- Consorte Daoshunyu, do clã Zhang (悼順裕妃 張氏</link>; 22 de agosto de 1606 – 16 de setembro de 1623)
- Consorte Liang, do clã Wang (良妃 王氏</link>)
- Senhora Nobre, do clã Feng (貴人 馮氏</link>)
- Senhora Nobre, do clã Hu (貴人 胡氏</link>; d. 1623)

## Retratos na mídia
Em agosto e setembro do ano de 2009, uma série televisiva de 42 horas dramatizando os acontecimentos durante o reinado do Imperador Tianqi foi exibida na televisão chinesa – duas horas por noite durante 21 dias. Mostrou vividamente como uma monarquia hereditária pode levar ao abuso desenfreado de poder. A série terminou em 17 de setembro, apenas duas semanas antes do 60º aniversário (cinco ciclos de 12 anos) do estabelecimento da República Popular da China.